# Nicsara forcipata
Nicsara forcipata är en insektsart som beskrevs av Willemse, C. 1966. Nicsara forcipata ingår i släktet Nicsara och familjen vårtbitare. Inga underarter finns listade i Catalogue of Life.